# Kernenergiewet
De Kernenergiewet is een Nederlandse wet uit 1963. De wet regelt zaken omtrent kernenergie en het bezit en gebruik van o.a. splijtstoffen, radioactieve stoffen en ioniserende straling uitzendende toestellen. Op basis van deze wet kunnen vergunningen worden verleend aan organisaties die zich beroepshalve bezighouden met kernenergie of daaraan gerelateerde materialen.
Vanwege de hoge snelheid waarmee wetenschappelijke kennis met betrekking tot kernenergie wijzigen, is er besloten de wet een raamwet te maken. Middels Algemene Maatregelen van Bestuur kunnen besluiten en beschikkingen worden gemaakt.

## Bepalingen
De wet regelt de volgende zaken:
- begripsbepalingen, waaronder splijtstoffen, ertsen en radioactieve stoffen;
- het vervoer, het voorhanden hebben en het zich ontdoen van splijtstoffen of ertsen (art. 15 onder a);
- inrichtingen waarin kernenergie kan worden vrijgemaakt, splijtstoffen kunnen worden bewerkt of opgeslagen, op te richten, in werking te brengen of te houden (art. 15 onder b);
- radioactieve stoffen te bereiden, te vervoeren, voorhanden te hebben of toe te passen (art. 29);
- regels met betrekking tot ioniserende stralen uitzendende toestellen (art. 34);
- vergunningsprocedures[1]

De Autoriteit Nucleaire Veiligheid en Stralingsbescherming, vallend onder het Ministerie van Infrastructuur en Milieu, is belast met het krachtens de Kernenergiewet vereiste toezicht op kerntechnische installaties.

## Vergunningen Kernenergiewet
De volgende organisaties beschikken op grond van artikel 15 onder b van de Kernenergiewet over een vergunning voor een nucleaire inrichting:
- EPZ (Kerncentrale Borssele)
- COVRA, Borsele
- NRG PALLAS (Hoge Flux Reactor en PALLAS-reactor, Petten)
- Reactor Instituut Delft (Hoger Onderwijs Reactor, TU Delft)
- Urenco Almelo
- (Kerncentrale Dodewaard)

Verder zijn er nog vele andere organisaties die een vergunning hebben voor bijvoorbeeld het gebruiken van radioactieve stoffen of (röntgen)toestellen.

## Referentie
1. ↑  Gearchiveerde kopie. Gearchiveerd op 6 juni 2015. Geraadpleegd op 16 augustus 2023.